# Cesía (apariencia visual)

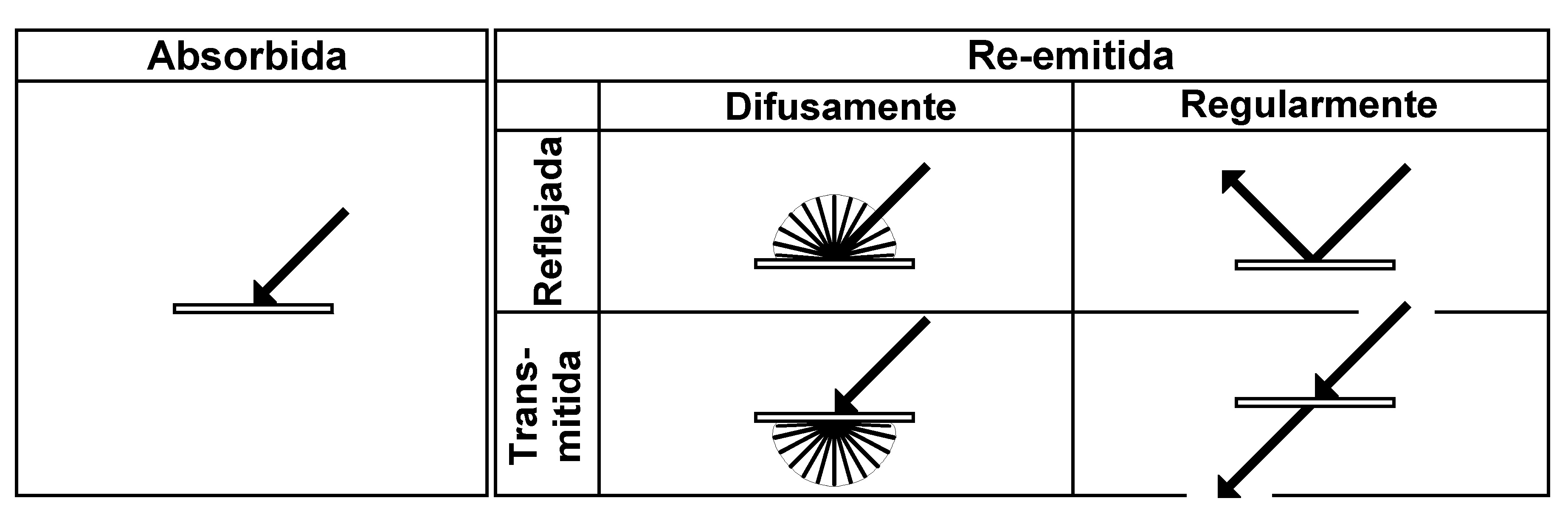
Posibles distribuciones espaciales de la luz que incide en una superficie.

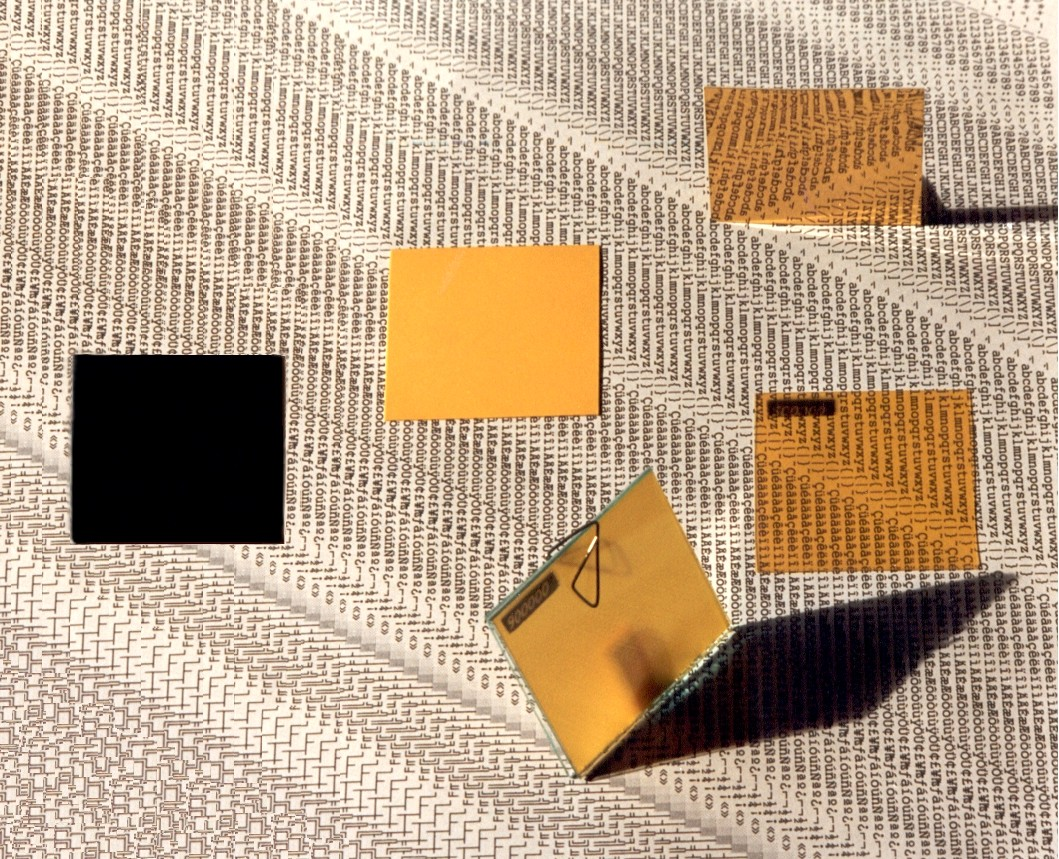
Cinco cesías básicas: negro, mate, espejado, traslúcido y transparente.

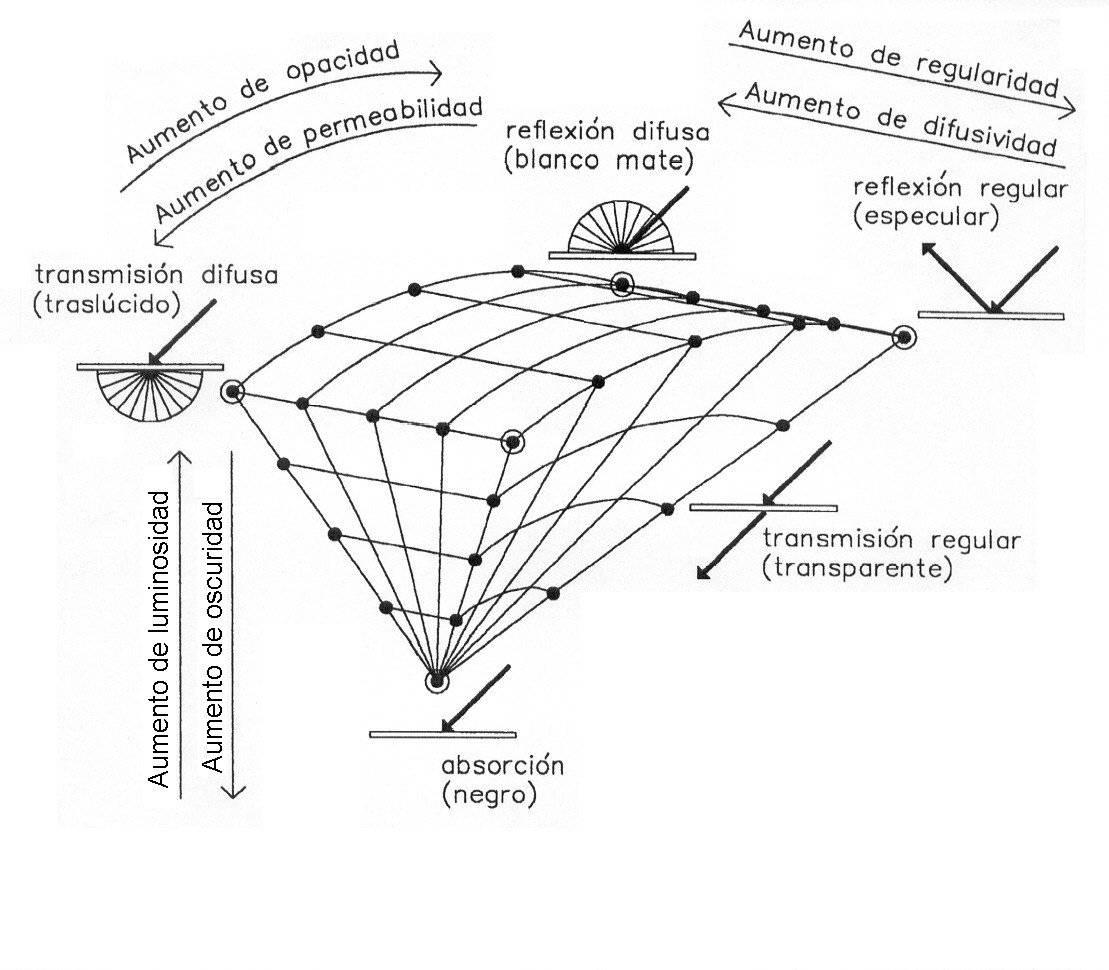
Esquema del sistema de ordenamiento de las cesías.

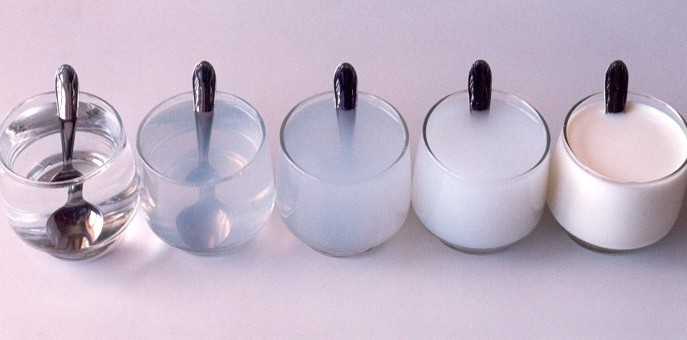
Escala de cesías de transparente a opaco (variación de permeabilidad), mezclando agua y leche.

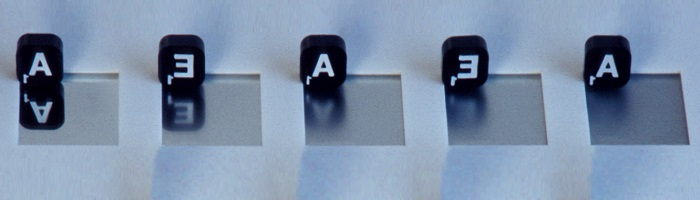
Escala de cesías de espejado a mate (variación de difusividad), por despulido progresivo de un espejo.

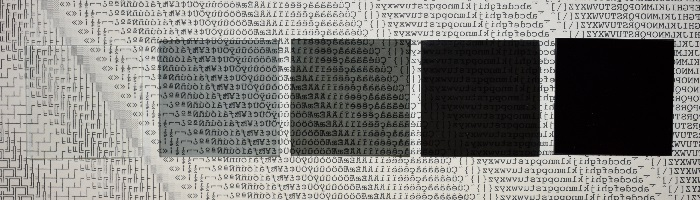
Escala de cesías de transparente a negro (variación de oscuridad), usando filtros de densidad neutra.

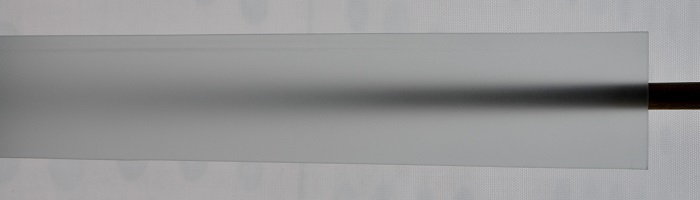
Variación gradual de cesía de traslúcido a transparente (distintos grados de difusividad): Vidrio esmerilado a distancia decreciente delante de un objeto

Cesía es el nombre dado a las apariencias visuales relacionadas con la percepción de diferentes distribuciones espaciales de la luz. La radiación luminosa que no es absorbida por un objeto puede reflejarse o transmitirse en forma difusa o regular. Estas interacciones de la luz con la materia se perciben con mayor o menor grado de brillo (desde un espejo hasta una superficie mate, como dos extremos), más o menos transparentes, traslúcidas u opacas, y en diferentes niveles de oscuridad (según el eje claro-oscuro) .

## Antecedentes y desarrollo del concepto
Se trata del mismo tipo de fenómeno que Richard S. Hunter (1969) denomina “atributos geométricos de apariencia”. La ventaja es que el concepto de cesía engloba todos los aspectos involucrados en una sola palabra, y que todas las cesías han sido organizadas en un sistema de ordenamiento tridimensional según tres ejes de variación, de manera similar a los sistemas de ordenamiento o modelos del color. 
Antes de Richard Hunter, quien también desarrolló instrumentos para la medición de varios aspectos de la apariencia y tipificó distintos tipos de brillo (Hunter 1975), algunos otros precursores en estos aspectos incluyen al psicólogo alemán David Katz (1911), la Optical Society of America (OSA 1953) y el filósofo Ludwig Wittgenstein (1950). Katz fue el primero en comprender que existen diferentes modos de apariencia del color, como colores de superficie (opacos), colores de película (transparentes), colores de volumen (relacionados con la transparencia pero también con la traslucencia), colores espejados y brillo. El Comité de Colorimetría de la OSA propuso once atributos para clasificar diferentes aspectos de la apariencia visual, de los cuales los últimos tres atributos son transparencia, brillo y lustre. Entre otros temas, Wittgenstein discute sobre la imposibilidad de que algo pueda ser "blanco transparente", la relación entre "dorado" y "amarillo" (con y sin brillo), que es similar a la relación entre "plateado" y "gris", o la posibilidad de hablar de "espejos negros". 
Los ejes de variación de la cesía son: permeabilidad a la luz (con los extremos transparente y opaco), difusividad (con los polos difuso y regular -o nítido) y oscuridad (con los extremos claro y oscuro -o negro). 
El término "cesía" fue propuesto por César Jannello en la década de 1980. Jannello falleció en 1985 sin llegar a desarrollar el concepto en profundidad (más allá de que se refiere a cualidades o apariencias visuales tales como transparencia, brillo, traslucidez, opacidad, etc.), y sin idear un sistema de ordenamiento para las cesías. Ello fue el propósito de José Luis Caivano (1990, 1992) desde fines de los ochenta y principios de los noventa. Posteriormente, el concepto de cesía también fue retomado y ampliado por otros autores, quienes lo aplicaron a diferentes campos: Paul Green-Armytage (1993, 2017), Roberto Daniel Lozano (2006), María Paula Giglio (2015), Varinnia Jofré (2017), por mencionar solo algunos. 